# Kanton Caluma
Der Kanton Caluma befindet sich in der Provinz Bolívar zentral in Ecuador. Er besitzt eine Fläche von 177 km². Im Jahr 2022 lag die Einwohnerzahl bei rund 15.600. Verwaltungssitz des Kantons ist die 340 m hoch gelegene Kleinstadt Caluma mit 6269 Einwohnern (Stand 2010).

## Lage
Der Kanton Caluma liegt im Westen der Provinz Bolívar. Der Kanton liegt an der Westflanke eines vorandinen Höhenrückens, der in Nord-Süd-Richtung verläuft. Der Río Pozuelos, im Oberlauf auch Río Caluma und Río Pita, entwässert das Areal nach Westen. Der Kanton liegt in Höhen zwischen 100 m und 3120 m. Eine Nebenstraße verbindet den Hauptort Caluma mit den weiter westlich gelegenen Städten Catarama und Puebloviejo sowie mit Montalvo im Süden.
Der Kanton Caluma grenzt im Süden an den Kanton Chimbo, im Südwesten und im Nordwesten an die Kantone Babahoyo und Urdaneta der Provinz Los Ríos, im zentralen Norden an den Kanton Echeandía sowie im Nordosten an den Kanton Guaranda.

## Verwaltungsgliederung
Der Kanton Caluma ist deckungsgleich mit der gleichnamigen Parroquia urbana („städtisches Kirchspiel“).

## Geschichte
Die Parroquia Caluma wurde am 23. April 1884 als Teil des Kantons Chimbo gemeinsam mit der Provinz Bolívar eingerichtet. Der Kanton Caluma wurde am 23. August 1990 gegründet (Registro Oficial N° 506).
Entwicklung der Einwohnerzahl im Kanton Caluma bei landesweiten Volkszählungen zum jeweiligen Gebietsstand:
| Jahr                    | Einwohner | +/-    |
| ----------------------- | --------- | ------ |
| 1990                    | 9.828     | –      |
| 2001                    | 11.074    | 12,7 % |
| 2010                    | 13.129    | 18,6 % |
| 2022                    | 15.607    | 18,9 % |
| Datenherkunft: Wikidata |           |        |